# Булукта
Булукта́ — река в Ростовской области России, левый приток Сала. Длина 26 км, площадь водосборного бассейна 189 км².

## Название
Название «Булукта» происходит от монгольского слова «булук», или «булак», означающего источник, родник (питание реки родниковое).

## Течение
Река берёт начало на северном склоне Сальско-Манычской гряды, к востоку от посёлка Денисовского. Высота истока — 170 м над уровнем моря. Вначале река течёт на север, протекая в верхнем течении через большой пруд. У посёлка Новопривольного поворачивает на северо-восток, протекая через два больших пруда. Впадает в реку Сал с левой стороны, в 705 км от её устья, к югу от хутора Вольного.